# Røntgenstråling
Røntgenstråling er en form for elektromagnetisk stråling med en bølgelængde fra omkring 5 pikometer til 10 nanometer (svarende til frekvenser mellem 30 petahertz og 60 exahertz). Røntgenstråler bruges hovedsagelig til medicinske undersøgelser, materialeundersøgelser og krystallografi. For eksempel kan man ved en røntgenundersøgelse se brækkede knogler, tandstilling og huller i tænderne.
Røntgenstråling er en ioniserende stråling og kan derfor være farlig.
Røntgenstråler med en bølgelængde længere end 0,1 nm kaldes for bløde røntgenstråler (også betegnet SX for Soft X-Rays), mens stråler med en kortere bølgelængde kaldes for hård røntgenstråling (også betegnet HX for Hard X-Rays).

## Historie
Røntgenstrålingen blev opdaget af den tyske fysiker Wilhelm Conrad Röntgen den 8. november 1895. Röntgen betegnede strålingen som "X", for at vise at den var af ukendt art. Denne betegnelse anvendes fortsat i visse lande, mens andre anvender navnet 'röntgen' i forbindelse med strålingen. Röntgen modtog den første Nobelpris i fysik i 1901 for sin opdagelse.

## Transparent aluminium
I 2009 kunne forskere i Oxford få aluminium til at være transparent i omkring 50femtosekunder ad gangen ved hjælp af en røntgenstrålings laser.

## Røntgen-fluorescens
Ved bestråling med Røntgenstråling afgiver atomer et emissionsspektrum, der ligger i Røntgen-området, men med lavere energi end påvirkningen. Hvert grundstof har sit unikke emissionsspektrum som et fingeraftryk. Ved Røntgen-fluorescensspektroskopi kan prøver analyseres for indholdet af grundstoffer.